# Five Miles Out
Five Miles Out je sedmé studiové album britského multiinstrumentalisty Mika Oldfielda. Bylo vydáno na jaře 1982 (viz 1982 v hudbě) a v britském žebříčku prodejnosti alb se jako první Oldfieldovo album od Ommadawn dostalo do Top 10, konkrétně na 7. příčku.
První stranu LP desky (či první polovinu CD) zabírá téměř 25 minut dlouhá instrumentální kompozice s názvem „Taurus II“ (skladba „Taurus 1“ se vyskytuje na předchozím albu QE2) s měnícím se rytmem a proměnlivými melodiemi a nástroji. Druhou polovinu alba tvoří dvě zpívané písně („Family Man“ a „Five Miles Out“), kratší instrumentálka „Mount Teidi“ a vokálně-instrumentální skladba „Orabidoo“.
Písnička „Family Man“ se stala v USA hitem až jako coververze od dua Hall & Oates. V této písni se také poprvé představuje jako Oldfieldova zpěvačka Maggie Reillyová. Ta s ním spolupracovala již před tímto albem (QE2, koncerty), ale vždy se jednalo pouze o vokály (čili bezeslovný zpěv).
Skladba „Mount Teidi“ je pojmenovaná podle sopky Pico del Teide (anglicky Mount Teide) na Tenerife, jednom z Kanárských ostrovů.
V poslední písni na albu, „Five Miles Out“, je zkombinován zpěv Reillyové a Oldfieldův hlas upravený vokodérem. Tato skladba je inspirována skutečnou událostí, kdy byl Oldfield, coby pilot soukromého letadla, zastižen bouřkou nad Pyrenejemi (část textu tvoří fiktivní rozhovor mezi pilotem a řídící věží na letišti).

## Skladby
1. „Taurus II“ (Oldfield) – 24:43
2. „Family Man“ (Oldfield/Cross/Fenn/Frye/Reillyová/Pert) – 3:45
3. „Orabidoo“ (Oldfield/Cross/Fenn/Frye/Reillyová/Pert) – 13:03
4. „Mount Teidi“ (Oldfield) – 4:10
5. „Five Miles Out“ (Oldfield) – 4:16

## Obsazení
- Mike Oldfield – kytary, basová kytara, klávesy, vokály, zpěv
- Graham Broad – bicí
- Tim Cross – klávesy
- Rick Fenn – kytary
- Martyn Ford – dirigent smyčcových nástrojů
- Mike Frye – perkuse
- Paddy Moloney – dudy
- Maggie Reilly – vokály, zpěv
- Carl Palmer – perkuse
- Morris Pert – perkuse, klávesy, aranžmá smyčcových nástrojů